# Socchieve
Socchieve là một đô thị ở tỉnh Udine trong vùng Friuli-Venezia Giulia thuộc Ý, có cự ly khoảng 110 km về phía tây bắc của Trieste và khoảng 45 km về phía tây bắc của Udine. Tại thời điểm ngày 31 tháng 12 năm 2004, đô thị này có dân số 1.009 người và diện tích là 66 km².
Đô thị Socchieve có các frazioni (đơn vị cấp dưới, chủ yếu là các làng) Caprizi, Dilignìdis, Feltrone, Lungis, Mediis, Nonta, Priuso, và Viaso.
Socchieve giáp các đô thị: Ampezzo, Enemonzo, Forni di Sotto, Ovaro, Preone, Raveo, Tramonti di Sopra, Tramonti di Sotto.